# Муніципальний симфонічний оркестр Сан-Паулу
Муніципальний симфонічний оркестр Сан-Паулу (порт. Orquestra Sinfônica Municipal de São Paulo OSM) — бразильський симфонічний оркестр міста Сан-Паулу. Офіційно заснований в 1939. Спочатку іменувався як Симфонічний оркестр муніципального театру (порт. Orquestra Sinfônica do Theatro Municipal а сучасну назву офіційно отримав в 1949. Оркестр є частиною загального художнього колективу Міського театру Сан-Паулу, що включає також Муніципальний ліричний хор Сан-Паулу (порт. Coro Lírico Municipal de São Paulo) і Балет міста Сан-Паулу (порт. Balé da Cidade de São Paulo).

## Історія

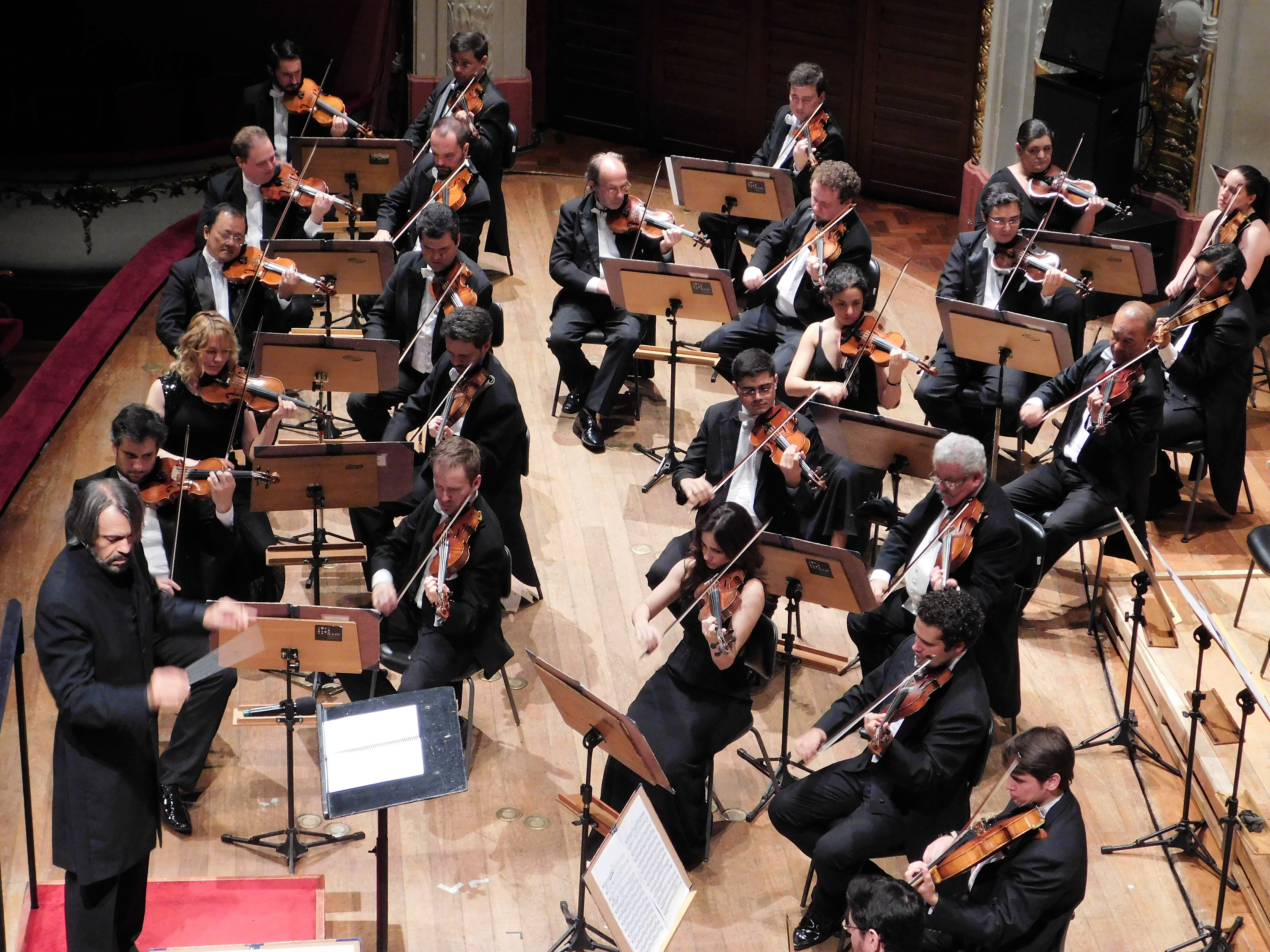
Виступ Муніципального симфонічного оркестру Сан-Паулу під керуванням Роберту Мінчука

Під час свого відкриття в 1911 головний оперний майданчик Бразилії — Міський театр Сан-Паулу — не мав власного симфонічного оркестру. Публіка задовольнялася спектаклями зарубіжних гастролюючих колективів. Оркестр з бразильських професійних музикантів почав періодично виступати в 1920-х. Подання оперних вистав силами власних виконавців стали постійними з 1939, вважається датою офіційного заснування колективу, який отримав назву Симфонічний оркестр муніципального театру.
У 1940-х став іменуватися як Муніципальний симфонічний оркестр Сан-Паулу, і ця назва була офіційно закріплено 28 грудня 1949.
У різні роки в якості запрошених диригентів оркестром керували композитори Ейтор Вілла-Лобос, Кшиштоф Пендерецький, Камарго Гуарньері та інші.
У 1955 в Міському театрі Сан-Паулу під керуванням Камарго Гуарньєрі відбулася прем'єра опери «Невдаха Педру» (Pedro Malazarte, перший показ в Міському театрі Ріо-де-Жанейро в 1952).

## Головні диригенти
- Закарія Аутуорі
- Жуан де Соуза Ліма[1]
- Елеазар де Карвалью
- Камарго Гуарньєрі (з 1945)[2]
- Абел Роша (Abel Rocha, 1987–1990)
- Джон Нешлінг (2013–2016)
- Роберту Мінчук (з 2016)